# Energilagring
Energilagring er det at gemme energi i en eller anden form, så den senere kan anvendes.

## Fremtidig energilagringsmetode
I fremtiden kan det tænkes at man kan gemme energien i brint (besværligt at gemme) eller ætanol (ugiftigt, miljøvenligt og let at opbevare).

### Mulige former for energilagring
- Mekanik
  - Inertimoment. Energi kan gemmes i inertimoment i form af et roterende svinghjul.[1][2]
  - Kinetisk energi:
    - Økse, Rambuk, Hammer

  - Potentiel energi:
    - Gravitationel energi
      - Dæmning. Den store mængde vand som er bag dæmningen, er potentiel energi der er lige til at tappe til mekanisk energi via en turbine eller vandmølle.
      - Bornholmerur (kukur?). Gemmer potentiel energi i ét eller flere tunge lodder.
      - "pælebanker", Guillotine.
      - Gravity Power Module[3] Kombinér det med en slags frit fald sikring som i elevatorer – lås det monstertunge stempel fast – så fås (næsten) langtids tabsfri energilagring.

    - Fjeder – I "gamle" dage skulle armbåndsure "trækkes" op. Optrækningen skulle stramme fjederen (mekanisk energi) i uret. For hver gang armbåndsuret svingede torsionsoscillatoren, blev der givet en lille mængde energi fra fjederen.
      - Armbrøst, bue, blide, bjørnefælde, muldvarpefælde, musefælde, hoppestylte.
      - Anvendes i nogle legetøjsbiler, som kan trækkes op.

    - Elastik – Anvendes til afsendelse af små legetøjs fly og raketter. Andre legetøjsfly har en elastik som trækkes op med fingrene via propellen.
- Elektricitet
  - Superleder. Elektrisk energi kan gemmes i en superleder i flere år.
  - Elektrisk kondensator, ultrakondensator, nano-kondensator (f.eks. aerogel-baseret) – Er god til korttidslagring og kan normalt tåle høje strømstyrker (=hurtig op- og afladning); mindre end 1 sek.
  - Elektrisk spole – Er god til korttidslagring og kan normalt tåle høje strømstyrker (=hurtig op- og af"fluxning?"); mindre end 0,1 sek. Anvendes f.eks. i SMPS.
  - batterier.
- Termodynamik
  - Trykforskel
    - Lagertype: trykluftsflaske, trykkedel.
    - Trykluft anvendes i mange toges døråbning- og lukningsmekanisme. Anvendes også til trykluftsbor og sømpistol. De gamle damplokomotiver og dampmaskiner havde et korttidslager i trykkedlen.

  - Temperaturforskel – jordvarme, varmepatron.
- Kernefysik:
  - Antistof (fysik)
- Kemisk:
  - Brintpille
  - Akkumulator (elektrisk)
  - Ethanol → brint → Brændselscelle[4]
  - Majskolber kan omdannes til kulstofbriketter, som kan lagre metangas.[5]
  - Biologisk
    - ATP (Adenosintrifosfat)
    - ADP (Adenosindifosfat)
    - AMP (Adenosinmonofosfat)
    - Glykogen
    - Stivelse
    - Fedtstof